# Zamek w Pniowie
Zamek w Pniowie – zabytkowy zamek wzniósł w drugiej połowie XVI w. Paweł Kuropatwa, stolnik halicki, jako rezydencję dla swojej rodziny. Obiekt położony w północnej części Pniowa.

## Historia
Zamek w Pniowie zbudował w połowie XVI w. stolnik halicki Paweł Kuropata i do czasu zbudowania twierdzy w Stanisławowie, była to największą warownia na Pokuciu. W 1621 roku zamek został uszkodzony przez okolicznych zbójników Hrynia Kardasza, którzy zdobyli go wykonując podkop. Newralgiczne miejsce na jego wykonanie pokazał członek zamkowej służby. Podczas obrony Aleksander Kuropatwa, właściciel zamku został trafiony strzałą z łuku, a jego żona zamordowana. Napastnicy zabrali łupy w postaci pieniędzy i złota. Jesienią 1648 roku warownia odparła dwutygodniowe oblężenie Kozaków Chmielnickiego pod dowództwem Maksyma Krzywonosa. Nie udało się także zdobyć zamku wojskom tureckim w 1676 r. Kolejnym właścicielem majątku w 1745 r. został Ignacy hr. Cetner i jego rodzina, a po nich Telefusowie. Pod koniec XVIII wieku zamek został opuszczony i stopniowo zaczął popadać w ruinę. Był rozbierany, a materiał budowlany posłużył do wznoszenia domów i browaru. W 1887 roku zamek stał się własnością Ziemskiego Zakładu Kredytowego w Wiedniu, a potem Skarb Państwa Austrii.
Obecnie zachowały się: fragmenty murów, baszty oraz brama wjazdowa, ale ruiny zamku ulegają dalszej degradacji. W czerwcu 2010 r. zawaliła się kolejna z baszt kątowych. W listopadzie 2023 roku zawaliła się baszta północna.

## Architektura
Zamek w kształcie pięcioboku z basztami postawionymi w narożnikach. Pniowska warownia miała ponoć podziemne połączenie do Nadwórnej, w której mieszkała służba, niemająca miejsca na zamku.

## Galeria

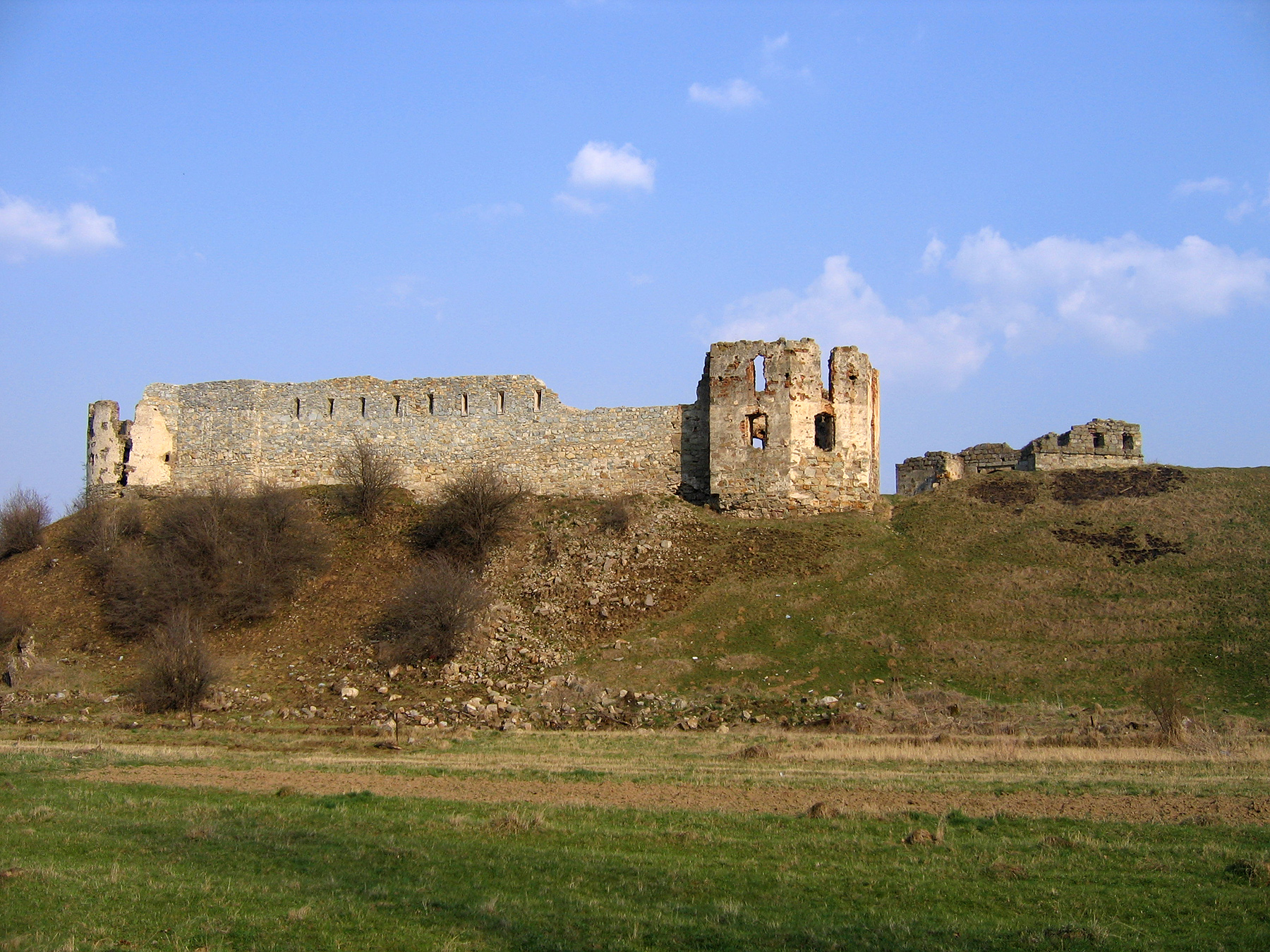
Zamek od zachodu
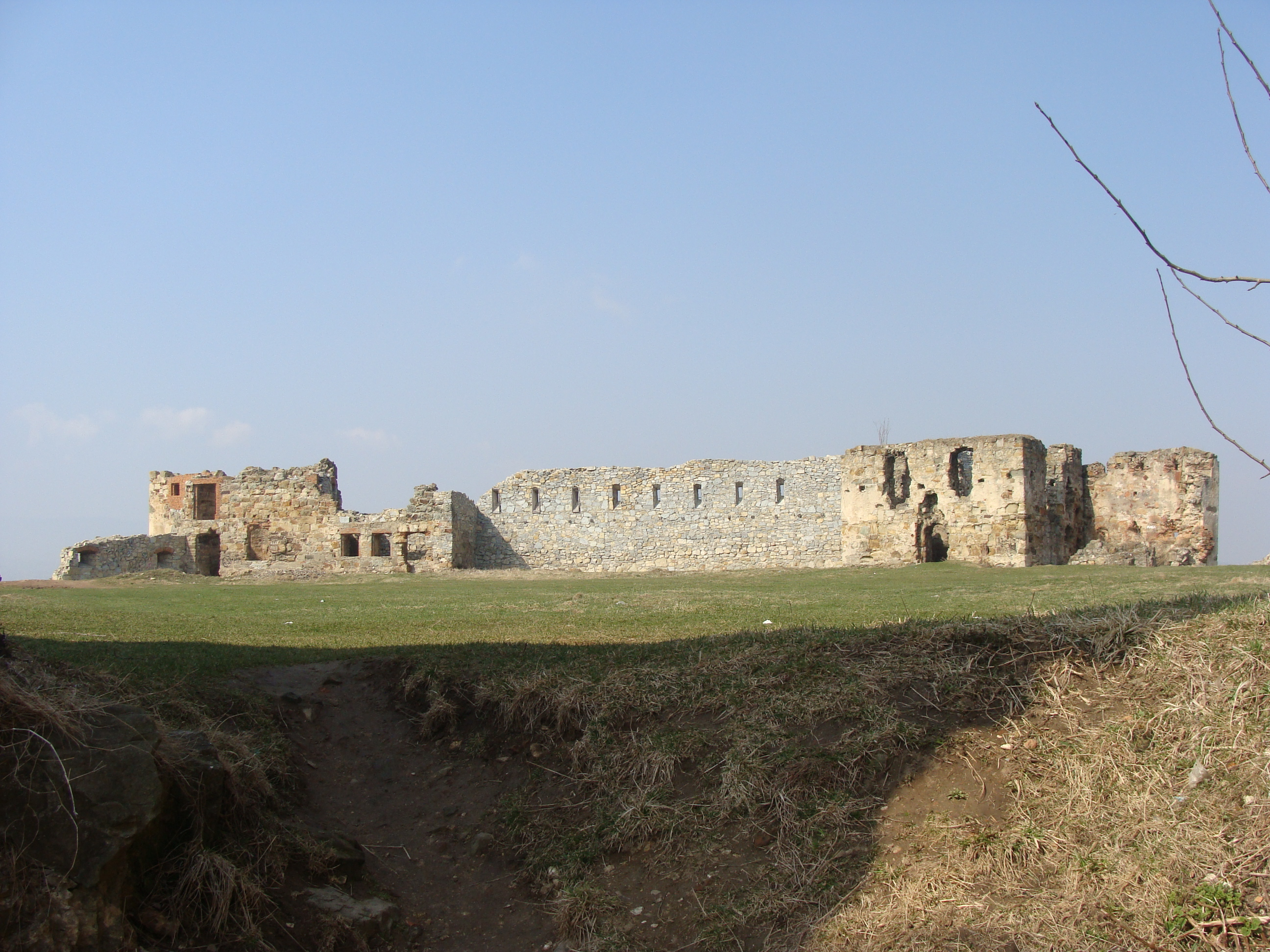
Mur zachodni od dziedzińca
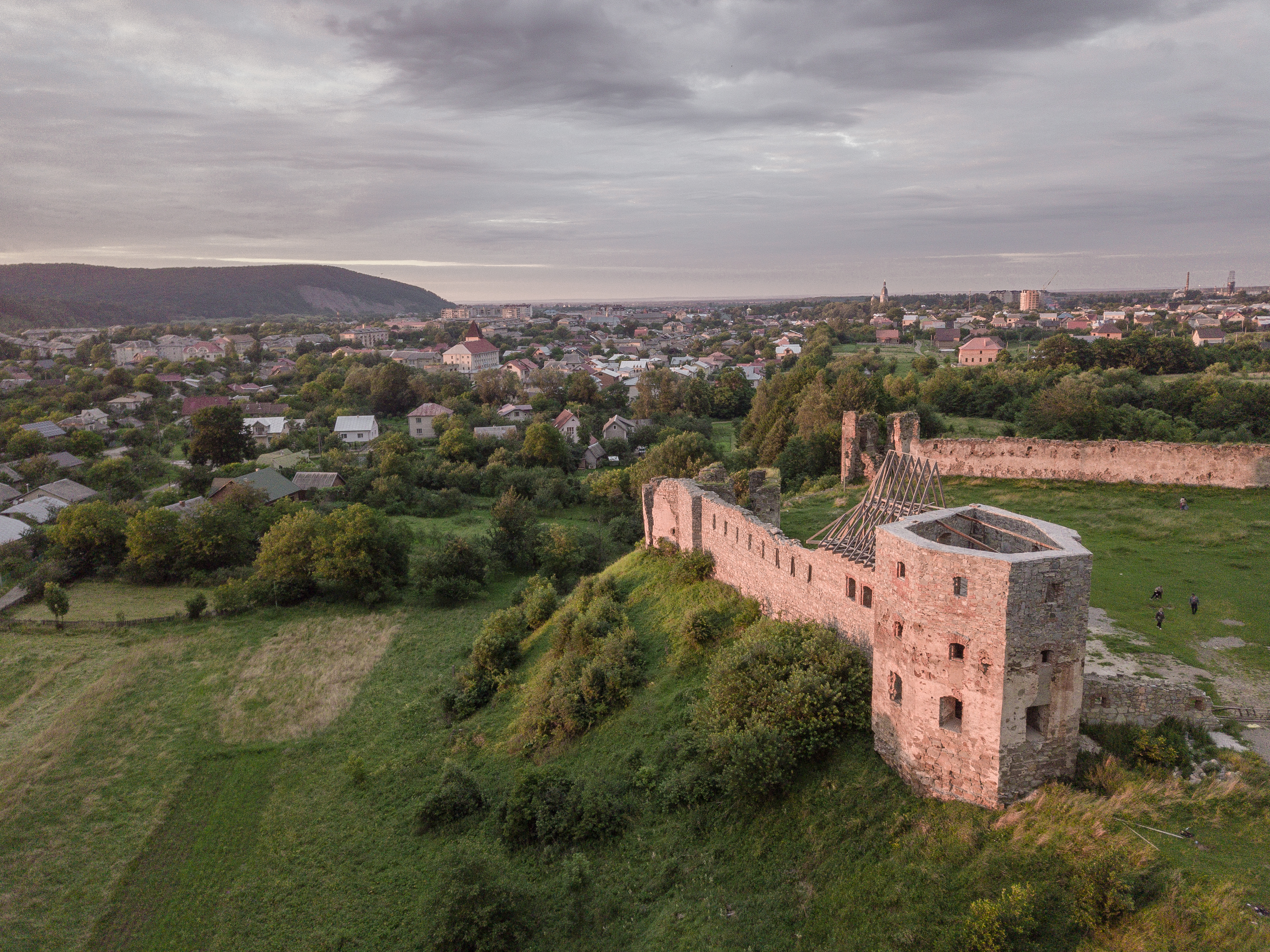
Mur zachodni
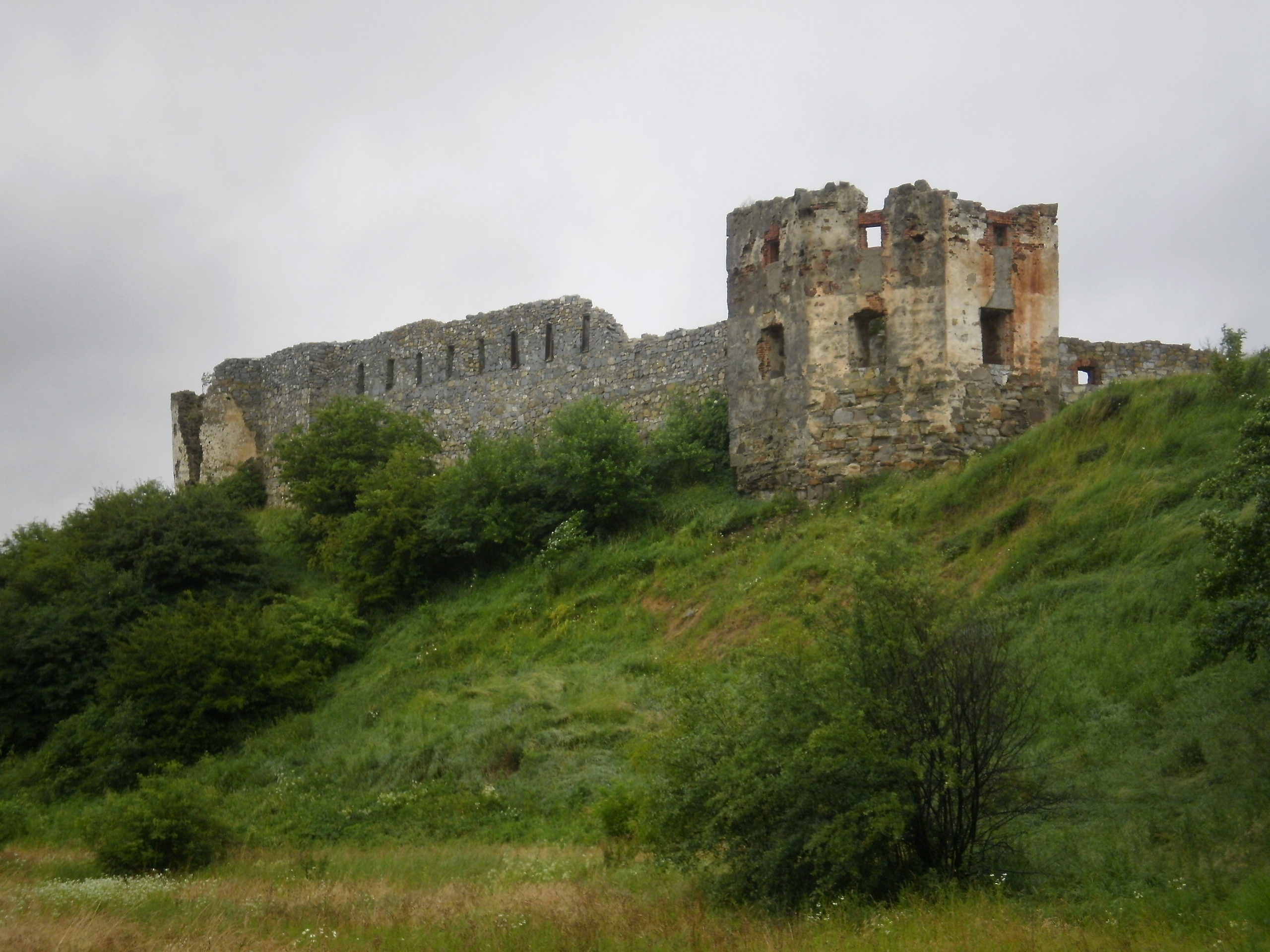
Zamek od północnego zachodu
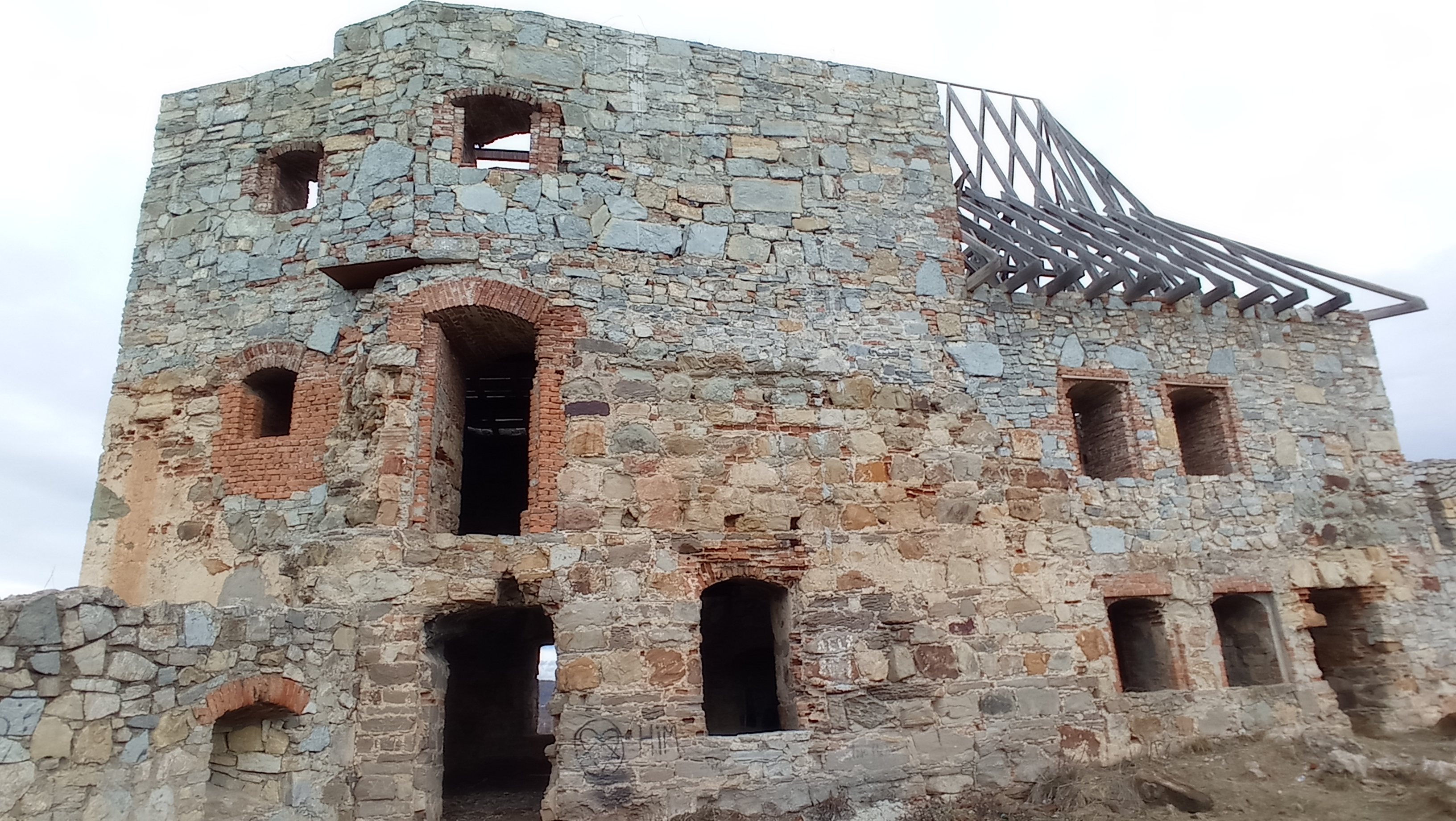
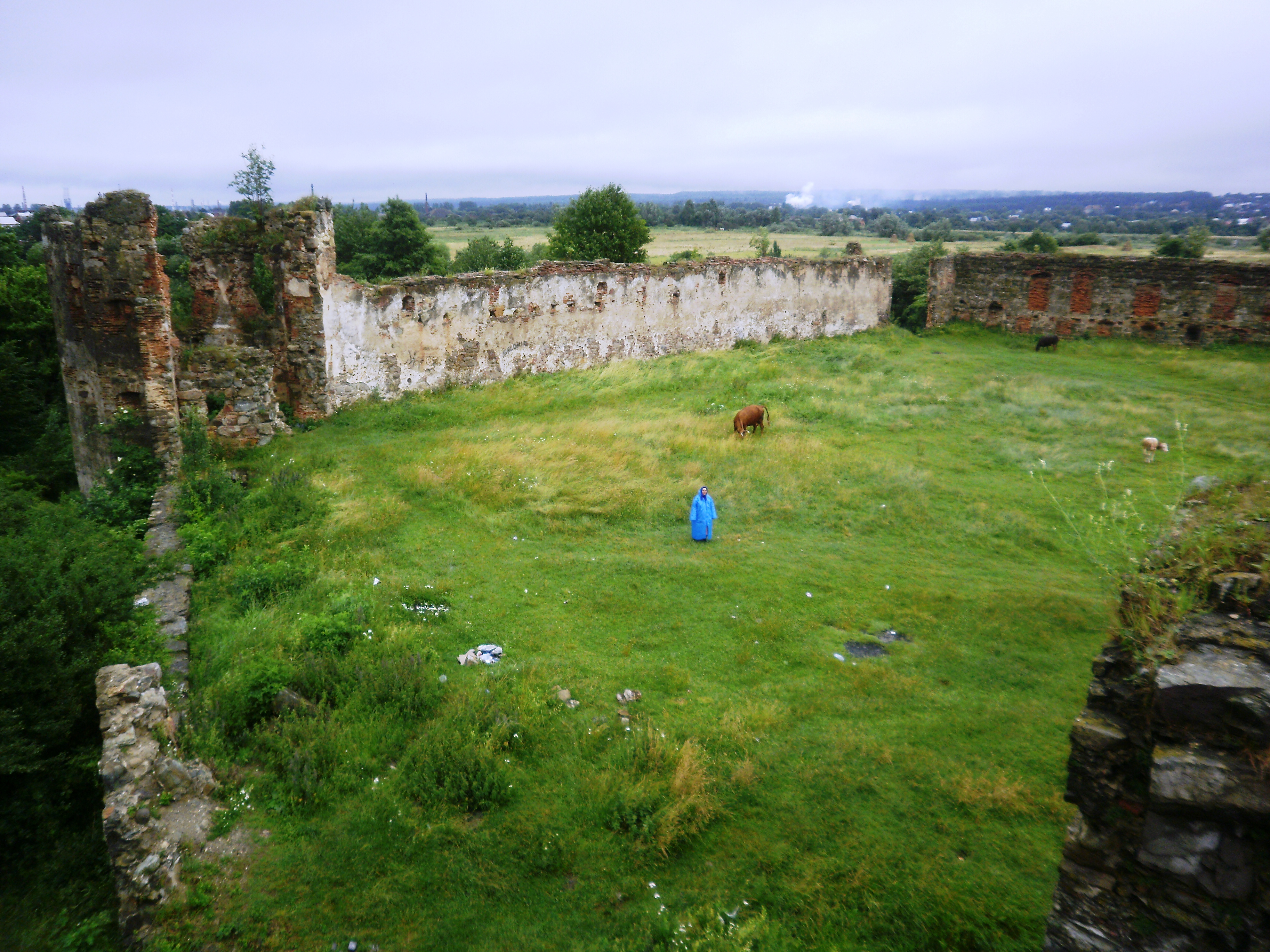
Dziedziniec
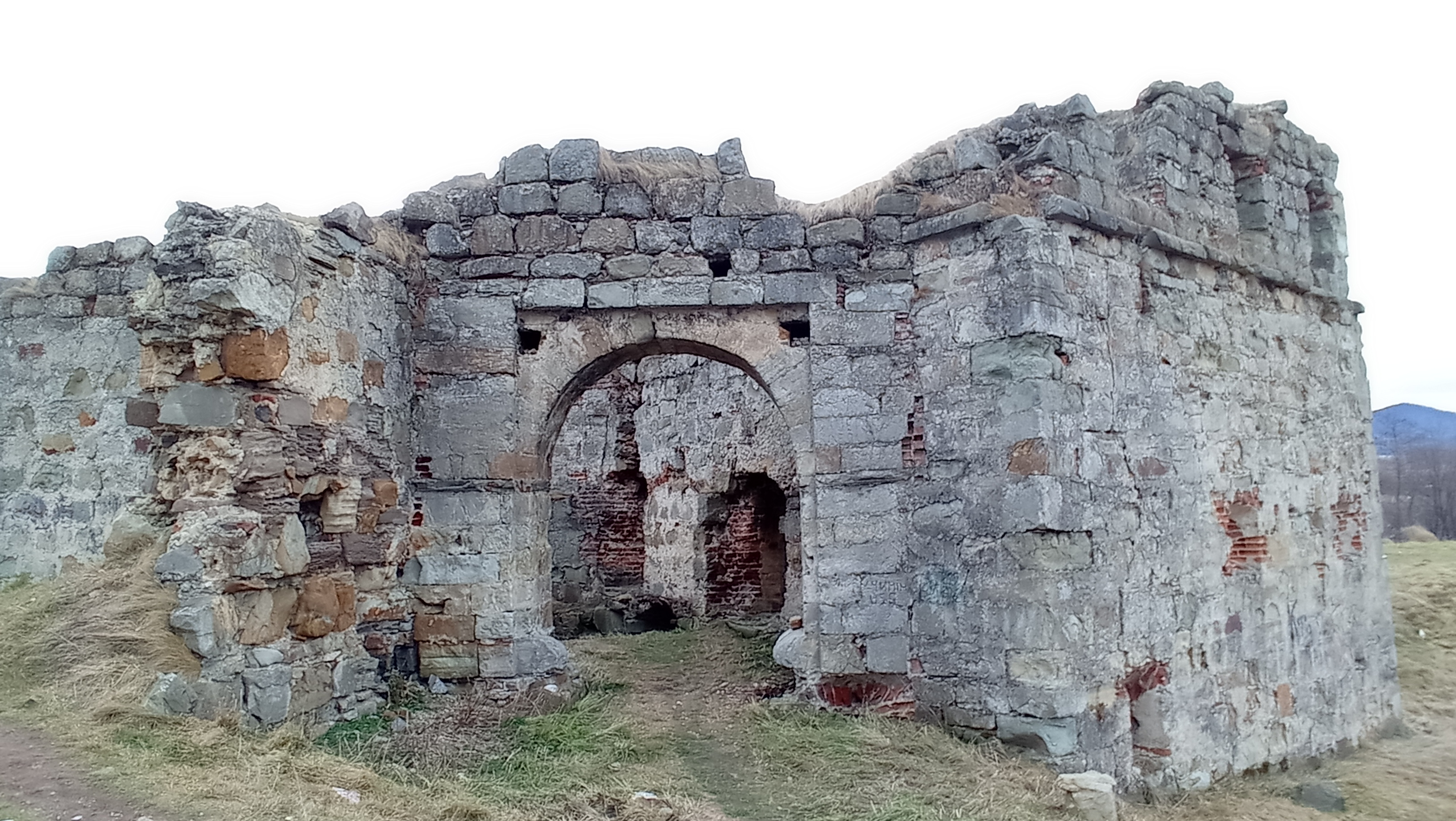
Brama od południa
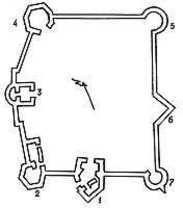
Plan zamku